# Lutherdenkmal (Keila)

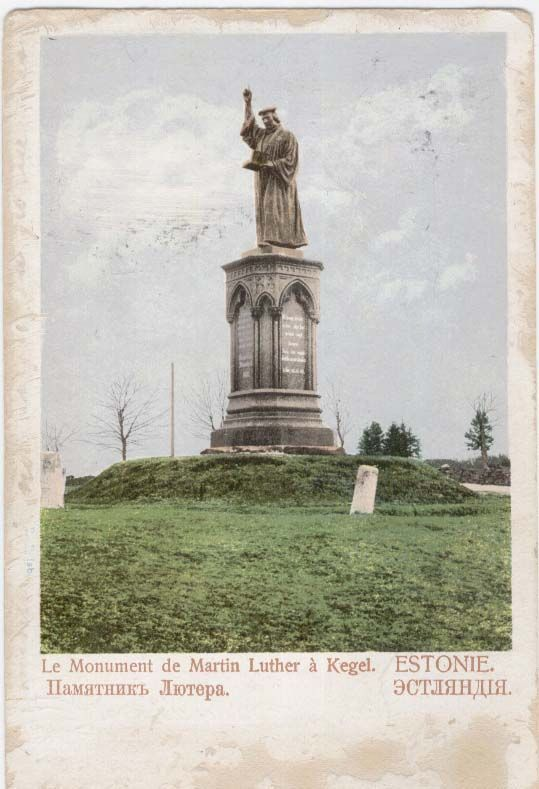
Lutherdenkmal, kolorierte Postkarte um 1900

Das Lutherdenkmal bei Keila (deutsch Kegel) in Estland war das erste Lutherdenkmal und die einzige Luther-Statue im öffentlichen Raum im Russischen Kaiserreich sowie das erste Denkmal mit Inschriften in estnischer Sprache im Gouvernement Estland. Es wurde 1862 errichtet und 1949 von den sowjetischen Machthabern zerstört.

## Entstehung
Georg von Meyendorff aus dem estnischen Zweig des deutsch-baltischen Adelsgeschlechts von Meyendorff war Gutsherr auf Kegel und dem benachbarten Kumna. Wie viele Deutsch-Balten war er in den russischen Militärdienst getreten und hatte es nach einer herausragenden Laufbahn mit Auszeichnungen in vielen Schlachten zum General der Kavallerie, Generaladjutanten und Oberstallmeister des Zaren gebracht. Seit 1845 war er als Präsident des Generalkonsistoriums der Evangelisch-Lutherischen Kirche der ranghöchste lutherische Laie im Russischen Kaiserreich.
Er stiftete das Denkmal „als Zeichen seiner Liebe und Treue zu dem Manne, in dessen Bekenntnis er den Frieden seiner Seele und das Heil seines Landes erkannt und gefunden.“ Das Denkmal sollte zugleich „dem ganzen Lande eine Mahnung […] sein, dem Glauben ihrer Väter treu zu bleiben, wenn auch ihr späterer Gutsherr nicht mehr dieser Confession angehören sollte“. Der persönliche Hintergrund dabei war, dass Meyendorffs Söhne Frauen aus russischem Adel geheiratet hatten und zur russisch-orthodoxen Kirche konvertiert waren.
Meyendorff gab das Denkmal bei dem berühmten und vom Zaren sehr geschätzten Bildhauer Peter Clodt von Jürgensburg in Auftrag und übernahm die Kosten von 9000 Rubel. Das Denkmal sollte eigentlich auf dem Domberg in Tallinn (deutsch Reval) als ein weithin sichtbares Zeugnis für das lutherische Erbe Estlands und gegen die zunehmende Russifizierung stehen. Die russischen Behörden genehmigten diesen Plan jedoch nicht, und auf dem Platz, wo die Statue errichtet werden sollte, entstand in den 1890er Jahren die Alexander-Newski-Kathedrale, das sichtbarste Symbol der Russifizierung.
Meyendorff beschloss daraufhin, das Denkmal auf seinem eigenen Grund und Boden aufzustellen. Er wählte einen gut sichtbaren Platz an der Landstraße von Reval nach Haapsalu (deutsch Hapsal) nahe dem Pastorat der St.-Michaelskirche.

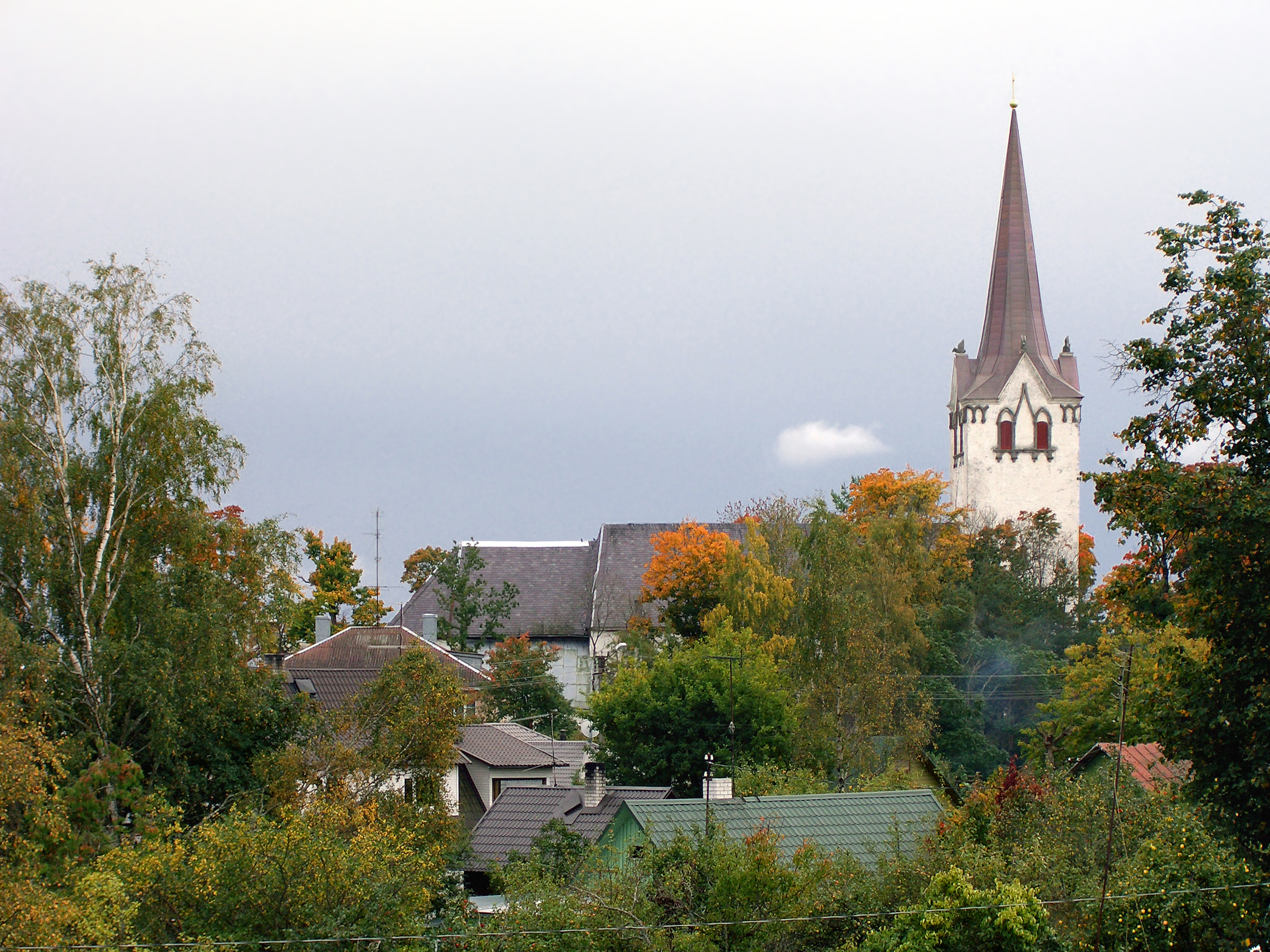
Michaelskirche in Keila

Die Einweihung fand am Reformationstag 1862 statt. Die Feier begann in der überfüllten Michaelskirche. Es folgte eine Prozession zur etwa einen Werst (1,07 km) entfernten Statue, die noch verhüllt war. Alle sangen den Choral Ein feste Burg ist unser Gott, und bei der dritten Strophe wurde die Statue enthüllt. Es folgten Ansprachen des Stifters und des Ortspastors, Propst Fick, in estnischer und deutscher Sprache. Die Feier schloss mit der vierten Strophe von Ein feste Burg und dem gemeinsamen Vaterunser. Zeitgenössische Berichte schätzen, dass etwa 4000 bis 5000 Menschen bei der Einweihung anwesend waren.
Das Denkmal wurde bald zu einem Ausflugspunkt. Es blieb lange Privateigentum der Familie Meyendorff, von der einige Mitglieder nach 1918 auf Kumna wohnhaft blieben. Als auch sie 1940 im Gefolge des Hitler-Stalin-Pakts Estland verließen, übertrugen sie das Denkmal der evangelisch-lutherischen Kirchengemeinde.

## Beschreibung
Auf einem achteckigen Sockel aus Eisenerz erhob sich eine Vollfigur Luthers im Talar und mit Barett im Gestus eines Predigers. Der Kopf war leicht nach vorn geneigt und der Blick so auf den unter ihm stehenden Betrachter gerichtet. Den linken Fuß vorangestellt, hielt er in der linken Hand eine offene Bibel und hob die rechte Hand mit ausgestrecktem Zeigefinger zum Himmel.
Der Sockel war mit Inschriften in estnischer Sprache versehen. Dies war das erste Mal, dass bei einem öffentlichen Monument die estnische Sprache verwendet wurde. Sie lauteten in deutscher Übersetzung:
- „Luther des Reformators Standbild, dem lieben Estenvolke dargebracht von Georg Baron Meyendorff im Jahre 1862“
- „Wachet, stehet im Glauben, seid männlich und seid stark. Alle eure Dinge lasset in der Liebe geschehen.“ (1 Kor 16,13f LUT)
- „Aus Gnaden seid ihr selig geworden durch den Glauben. Gottes Gabe ist es“ (Eph 2,8 LUT)
- „Ein feste Burg ist unser Gott, ein gute Wehr und Waffen.“

Der Sockel wurde in der Erzgießerei des Hoflieferanten Felix Chopin in Sankt Petersburg hergestellt und die Statue selbst in der früheren Herzoglich Leuchtenbergschen Fabrik in Bronze gegossen. Das Denkmal hatte eine Höhe von über 6 Metern.
Das Modell des Denkmals kam in die Sammlung des Museums der Ehstländischen Literärischen Gesellschaft in Reval.

## Zerstörung und Erinnerung

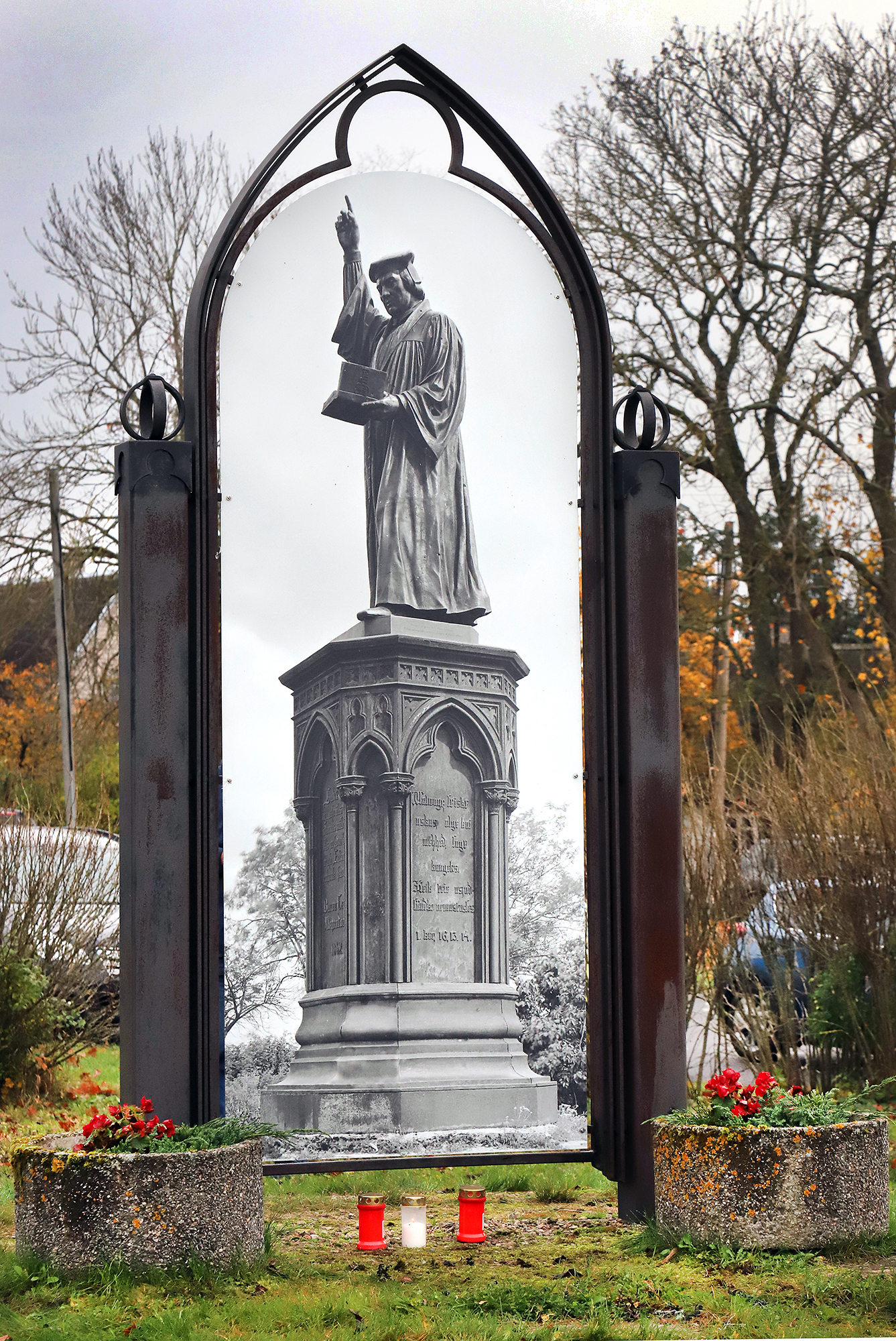
Gedenktafel am Ort der Statue (2020)

Ende 1949 zerstörten sowjetische Einheiten das Denkmal bis auf das Fundament. Die Statue wurde in der Gießerei Ilmarine in Tallinn zu einer Stalin-Statue umgeschmolzen, die in der Innenstadt von Tallinn aufgestellt wurde. Diese Statue wurde später wieder entfernt und liegt heute zusammen mit anderen Statuen aus sowjetischer Zeit im Hinterhof des Estnischen Geschichtsmuseums Schloss Maarjamäe in Tallinn.
2009 legten Freiwillige aus der Kommunal- und Kirchengemeinde auf Anregung des Ortspastors Marek Roots das Fundament des Denkmals frei. Am 27. Juni 2010 wurde an dieser Stelle eine Hinweistafel angebracht.